# سبيدارة (سردشت)
سبيدارة هي قرية في مقاطعة سردشت، إيران. يقدر عدد سكانها بـ 90 نسمة بحسب إحصاء 2016.